# Jerome Thomas (football)
Pour les articles homonymes, voir Jérôme Thomas et Thomas.
Jerome Thomas est un footballeur anglais, né le 23 mars 1983 à Wembley en Angleterre. Il joue au poste d'ailier gauche.

## Biographie
Le 10 juillet 2013 il rejoint le Crystal Palace FC.
Le 17 février 2016, il rejoint Rotherham United.